# 宇井昇
宇井 昇（うい のぼる、1923年4月28日 - 2008年3月18日）は、元中部日本放送（CBC）アナウンサー。日本の民間放送（本放送）で第一声を発した人物でもあった。

## 人物
東京都墨田区出身。東京工業大学卒業後、大蔵省に入省する。1951年、同省を退職し、開局直前の中部日本放送に入社。プロ野球・中日ドラゴンズ戦や大相撲の実況中継、クイズ番組の司会などで活躍。1959年、同社を退社しフリーに。主に日本短波放送・ラジオ関東で活躍。1981年から2002年まで、リクルートで企業の社員研修を行うトレーナーを勤める。
晩年は東京都江戸川区に住み、出身地の墨田区でボランティア活動を行う特定非営利活動法人「てーねん・どすこい倶楽部」の理事を務めながら余生を送っていた。
2008年3月18日、自宅アパートの火事により焼死した。84歳没。

## エピソード
下記の第一声の直前に元NHKの松内則三・和田信賢より（NHKからの移籍組4名を除く）他の第1期とともにアナウンス研修を（当時にNHKで1年かかる内容を）半年で受けた。
宇井の民間放送第一声は『中部日本放送、JOAR、1090キロサイクルでお送りします。みなさん、お早うございます。こちらは名古屋のCBC、中部日本放送でございます。昭和二十六年九月一日、わが国ではじめての民間放送、中部日本放送は本日ただ今、放送を開始しました』であった。
1954年、初のリーグ優勝を遂げた中日ドラゴンズが出場した中日球場での日本シリーズ第1戦と第7戦のラジオ実況を担当（当時、CBCテレビは開局前）。ドラゴンズが日本一に輝いた瞬間を全国に伝えた。
その53年後、宇井が実況して以来53年ぶりの日本一となる2007年の日本シリーズ第5戦の模様を東京都江戸川区の自宅で観戦、「これまで『中日の日本一を見るまでは死ねない』と言っていた私ですが、思い残すことはありません。落合よ、落合よ。よくぞやってくれた」と感慨に浸った。しかし、その4か月半後に宇井は火災で焼死した。
また、宇井は野球雑誌・ホームラン編集部制作の「12球団全選手カラー百科名鑑」（1999年まで「12球団全選手百科名鑑」）第1号（1977年発行）の中継担当アナウンサー名鑑において紹介文を担当した。

## 出演番組
- CBCドラゴンズナイター／CBCドラゴンズスペシャル - CBCラジオのプロ野球中継の現行タイトル（前者はナイター、後者はデーゲーム等のタイトル）。
- 侍プロ野球 - CBCテレビ及びTBS系のプロ野球中継の現行統一タイトル。
- Dramatic Game 1844 - 日本テレビ系[4]のプロ野球中継の現行タイトル。
- 宇井昇のおはよう文化放送です（フリーアナウンサーへの転身後に1981年3月31日までパーソナリティを担当）
- この歌あの人 - 1968年11月～1972年3月（関西のみ1978年3月）まで放送した、シンポ工業提供のなつメロラジオ番組。司会者を務めた。